# Anchon ulniforme
Anchon ulniforme är en insektsart som beskrevs av Buckton. Anchon ulniforme ingår i släktet Anchon och familjen hornstritar. Inga underarter finns listade i Catalogue of Life.